# Чаувай (айылный аймак Уч-Коргон, бывший Уч-Коргонский айылный аймак)
Чаувай (кирг. Чаувай) — село в Кадамжайском районе Баткенской области Кыргызстана. Входит в состав айылного аймака Уч-Коргон.

## География
Село расположено в восточной части области, на правом берегу реки Исфайрамсай, вблизи места впадения в неё реки Чаувай-Сай, на расстоянии приблизительно 31 километра (по прямой) к востоку от города Кадамжай, административного центра района.

## Население
Согласно оценочным данным Национального статистического комитета Кыргызской Республики, численность населения села на начало 2023 года составляла 959 человек.
| год     | 2009 | 2014 | 2015 | 2020 | 2021 | 2023 |
| ------- | ---- | ---- | ---- | ---- | ---- | ---- |
| человек | 729  | 765  | 789  | 917  | 936  | 959  |